# العلاقات الموريشيوسية الميانمارية
العلاقات الموريشيوسية الميانمارية هي العلاقات الثنائية التي تجمع بين موريشيوس وميانمار.

## مقارنة بين البلدين
هذه مقارنة عامة ومرجعية للدولتين:
| وجه المقارنة                                              | موريشيوس                 | ميانمار          |
| --------------------------------------------------------- | ------------------------ | ---------------- |
| المساحة (كم2)                                             | 2.04 ألف                 | 676.58 ألف       |
| عدد السكان (نسمة)                                         | 1.26 مليون               | 53.37 مليون      |
| الكثافة السكانية (ن./كم²)                                 | 617.65                   | 78.88            |
| العاصمة                                                   | بورت لويس                | نايبيداو، يانغون |
| اللغة الرسمية                                             | لغة إنجليزية، لغة فرنسية | اللغة البورمية   |
| العملة                                                    | روبي موريشي              | كيات ميانماري    |
| الناتج المحلي الإجمالي (بليون دولار)                      | 13.34 مليار              | 69.32 مليار      |
| الناتج المحلي الإجمالي (تعادل القوة الشرائية) بليون دولار | 25.36 مليار              | 282.95 مليار     |
| الناتج المحلي الإجمالي الاسمي للفرد دولار أمريكي          | 9.25 ألف                 | 1.16 ألف         |
| الناتج المحلي الإجمالي للفرد دولار أمريكي                 | 18.59 ألف                |                  |
| مؤشر التنمية البشرية                                      | 0.777                    | 0.536            |
| رمز المكالمات الدولي                                      | +230                     | +95              |
| رمز الإنترنت                                              | .mu                      | .mm              |
| المنطقة الزمنية                                           | ت ع م+04:00              | ت ع م+06:30      |

## منظمات دولية مشتركة
يشترك البلدان في عضوية مجموعة من المنظمات الدولية، منها:
| علم المنظمة | اسم المنظمة                        | تاريخ انضمام موريشيوس | تاريخ انضمام ميانمار |
| ----------- | ---------------------------------- | --------------------- | -------------------- |
|             | مؤسسة التنمية الدولية              | 23 سبتمبر 1968        | 5 نوفمبر 1962        |
|             | المنظمة الهيدروغرافية الدولية      | ?                     | ?                    |
|             | مؤسسة التمويل الدولية              | 23 سبتمبر 1968        | 3 ديسمبر 1956        |
|             | منظمة حظر الأسلحة الكيميائية       | ?                     | ?                    |
|             | يونسكو                             | 25 أكتوبر 1968        | 27 يونيو 1949        |
|             | الأمم المتحدة                      | 24 أبريل 1968         | 19 أبريل 1948        |
|             | الاتحاد الدولي للاتصالات           | 30 أغسطس 1969         | 15 سبتمبر 1937       |
|             | منظمة الشرطة الجنائية الدولية      | ?                     | ?                    |
|             | البنك الدولي للإنشاء والتعمير      | 23 سبتمبر 1968        | 3 يناير 1952         |
|             | الاتحاد البريدي العالمي            | ?                     | ?                    |
|             | وكالة ضمان الاستثمار متعدد الأطراف | 28 ديسمبر 1990        | 16 ديسمبر 2013       |
|             | منظمة التجارة العالمية             | ?                     | ?                    |

## وصلات خارجية
- موقع وزارة الخارجية الميانمارية